# Vjačeslav Anisin
Vjačeslav Mihajlovič Anisin (ruski: Вячеслав Михайлович Анисин; Moskva, 11. srpnja 1951.) bivši je sovjetski hokejaš na ledu. Član je sovjetske Kuće slavnih. 

## Karijera
Vjačeslava Anisina smatra se najboljim hokejašem u dresu hrvatskog prvaka KHL Medveščaka. Karijeru od tri naslova svjetskog prvaka (sa SSSR-om) i osam naslova europskoga klupskog prvaka danas je gotovo nemoguće ostvariti. Anisin, član sovjetske Kuće slavnih i nositelj ordena "Zaslužni majstor sporta", još je osvojio osam naslova prvaka Sovjetskog saveza i zabio 176 golova u 509 utakmica u prvenstvu SSSR-a. U Medveščak je stigao iz moskovskoga Spartaka u zlatno doba kluba krajem 80-ih. Anisin je u Zagrebu ostao jednu sezonu (1988./1989.) i u 31 utakmici upisao 51 bod. Naravno, "medvjedi" su osvojili prvenstvo Jugoslavije. 

## Vanjske poveznice
- Profil na The Internet Hockey Database